# Atletica leggera ai Giochi della XXVII Olimpiade - Getto del peso maschile

Video della Finale (Arsi Harju)

Il getto del peso ha fatto parte del programma di atletica leggera maschile ai Giochi della XXVII Olimpiade. La competizione si è svolta il 22 settembre 2000 allo Stadio Olimpico di Sydney.

## Presenze ed assenze dei campioni in carica
| Competizione         | Atleta             | Prestazione | Sydney 2000 |
| -------------------- | ------------------ | ----------- | ----------- |
| Olimpiadi 1996       | Randy Barnes       | 21,62 m     | Rit. 1998   |
| Commonwealth 1998    | Burger Lambrechts  | 20,01 m     | Presente    |
| Goodwill Games 1998  | John Godina        | 21,45       | Presente    |
| Europei 1998         | Oleksandr Bahač    | 21,17 m     | Presente    |
| Coppa del mondo 1998 | John Godina        | 21,48 m     | Presente    |
| Mondiali 1999        | Cottrell J. Hunter | 21,79 m     | Squalif.    |
|                      |                    |             |             |
| Mondiali junior 1996 | Ralf Bartels       | 18,71 m     | Assente     |

1. ↑  La sfera pesa 6 kg.

## La gara
Qualificazioni: Arsi Harju piazza una botta a 21,39 metri, record personale. In tutto quattro atleti ottengono la misura richiesta di 20,10. Ad essi vengono aggiunti gli 8 migliori lanci.
Finale - Arsi Harju è in gran forma: lo fa vedere già al primo turno con 21,20. La gara prende subito una brutta piega per gli altri. Alla seconda prova Adam Nelson eguaglia la misura, ma Harju tira fuori la sua cattiveria e scaglia la sfera a 21,29.
Nelson prova a rispondergli: fa 21,21 al terzo turno, ma poi si spegne.
Per gli altri non ce n'è più.
Verso la fine della gara si sveglia John Godina con un lancio a 21,20 che gli vale il terzo gradino del podio.

Tutti e tre i medagliati hanno usato la tecnica rotatoria.
La Finlandia torna a vincere il peso maschile 80 anni dopo Ville Pörhölä (Anversa 1920).

## Risultati

### Qualificazioni
Stadio Olimpico, venerdì 22 settembre, ore 10:00.
Accedono alla finale gli atleti che ottengono la misura di 20,10 metri o le prime 12 migliori misure.
| Pos. | Gruppo | Atleta             | Nazionalità | 1ª prova | 2ª prova | 3ª prova | Risultato | Note |
| ---- | ------ | ------------------ | ----------- | -------- | -------- | -------- | --------- | ---- |
| 1    | B      | Arsi Harju         | Finlandia   | 19,40 m  | 21,39 m  |          | 21,39 m   | Q    |
| 2    | A      | John Godina        | Stati Uniti | 20,58 m  |          |          | 20,58 m   | Q    |
| 3    | B      | Jurij Bilonoh      | Ucraina     | 20,53 m  |          |          | 20,53 m   | Q    |
| 4    | A      | Adam Nelson        | Stati Uniti | 20,12 m  |          |          | 20,12 m   | Q    |
| 5    | A      | Timo Aaltonen      | Finlandia   | 20,04 m  | x        | 19,82 m  | 20,04 m   | q    |
| 6    | B      | Milan Haborák      | Slovacchia  | 20,00 m  | x        | x        | 20,00 m   | q    |
| 7    | A      | Andrėj Michnevič   | Bielorussia | x        | x        | 19,97 m  | 19,97 m   | q    |
| 8    | A      | Oliver-Sven Buder  | Germania    | 19,96 m  | x        | 19,80 m  | 19,96 m   | q    |
| 9    | A      | Manuel Martínez    | Spagna      | 19,94 m  | 18,95 m  | 19,86 m  | 19,94 m   | q    |
| 10   | B      | Miroslav Menc      | Rep. Ceca   | 19,68 m  | 19,18 m  | 19,92 m  | 19,92 m   | q    |
| 11   | B      | Andy Bloom         | Stati Uniti | x        | 19,65 m  | 19,83 m  | 19,83 m   | q    |
| 12   | B      | Janus Robberts     | Sudafrica   | 19,75 m  | 19,16 m  | 19,79 m  | 19,79 m   | q    |
| 13   | A      | Bradley Snyder     | Canada      | 19,77 m  | x        | 19,59 m  | 19,77 m   |      |
| 14   | A      | Burger Lambrechts  | Sudafrica   | x        | 19,74 m  | 19,75 m  | 19,75 m   |      |
| 15   | B      | Ville Tiisanoja    | Finlandia   | 19,04 m  | 19,44 m  | 19,66 m  | 19,66 m   |      |
| 16   | A      | Dragan Perić       | Jugoslavia  | 19,04 m  | 19,46 m  | 19,49 m  | 19,49 m   |      |
| 17   | B      | Joachim Olsen      | Danimarca   | 19,32 m  | x        | 19,41 m  | 19,41 m   |      |
| 18   | B      | Pavel Čumačenko    | Russia      | 18,99 m  | 19,40 m  | x        | 19,40 m   |      |
| 19   | B      | Paolo Dal Soglio   | Italia      | 19,39 m  | x        | x        | 19,39 m   |      |
| 20   | A      | Roman Virastjuk    | Ucraina     | 18,91 m  | 19,04 m  | 19,27 m  | 19,27 m   |      |
| 21   | A      | Chima Ugwu         | Nigeria     | 19,07 m  | 19,11 m  | x        | 19,11 m   |      |
| 22   | A      | Karel Potgieter    | Sudafrica   | 19,02 m  | x        | 19,00 m  | 19,02 m   |      |
| 23   | A      | Mikuláš Konopka    | Slovacchia  | 18,59 m  | x        | 18,99 m  | 18,99 m   |      |
| 24   | A      | Stevimir Ercegovac | Croazia     | 18,74 m  | 18,98 m  | x        | 18,98 m   |      |
| 25   | B      | Szilard Kiss       | Ungheria    | 18,60 m  | 18,61 m  | 18,95 m  | 18,95 m   |      |
| 26   | B      | Michael Mertens    | Germania    | 18,64 m  | 18,48 m  | 18,72 m  | 18,72 m   |      |
| 27   | B      | Bahadur Singh      | India       | 18,70 m  | x        | x        | 18,70 m   |      |
| 28   | A      | Saulius Kleiza     | Lituania    | 18,57 m  | x        | 18,59 m  | 18,59 m   |      |
| 29   | B      | Justin Anlezark    | Australia   | 18,59 m  | 18,11 m  | 18,46 m  | 18,59 m   |      |
| 30   | A      | Gheorghe Gușet     | Romania     | 18,46 m  | x        | 18,56 m  | 18,56 m   |      |
| 31   | B      | Mark Proctor       | Regno Unito | x        | 18,49 m  | x        | 18,49 m   |      |
| 32   | A      | Shakti Singh       | India       | 18,40 m  | 17,96 m  | 18,13 m  | 18,40 m   |      |
| 33   | A      | Alexis Paumier     | Cuba        | 18,31 m  | x        | 18,04 m  | 18,31 m   |      |
| 34   | B      | Bilal Saad Mubarak | Qatar       | 18,30 m  | x        | x        | 18,30 m   |      |
| 35   | A      | Vaios Tigkas       | Grecia      | 17,52 m  | 18,13 m  | 17,84 m  | 18,13 m   |      |
| 36   | B      | Yemelyanov Ivan    | Moldavia    | x        | 17,38 m  | 17,63 m  | 17,63 m   |      |
| 37   | B      | Rubtsov Sergey     | Kazakistan  | 15,49 m  | 15,90 m  | x        | 15,90 m   |      |

### Finale
Stadio Olimpico, venerdì 22 settembre, ore 18:45.

I migliori 8 classificati dopo i primi tre lanci accedono ai tre lanci di finale.
| Pos.    | Atleta            | Paese       | 1ª prova | 2ª prova | 3ª prova | 4ª prova | 5ª prova | 6ª prova | Misura  | Note             |
| ------- | ----------------- | ----------- | -------- | -------- | -------- | -------- | -------- | -------- | ------- | ---------------- |
| Oro     | Arsi Harju        | Finlandia   | 21,20 m  | 21,29 m  | 20,77 m  | x        | 20,37 m  | x        | 21,29 m |                  |
| Argento | Adam Nelson       | Stati Uniti | 20,53 m  | 21,20 m  | 21,21 m  | x        | 20,97 m  | x        | 21,21 m |                  |
| Bronzo  | John Godina       | Stati Uniti | x        | 20,40 m  | 20,25 m  | 20,71 m  | 21,20 m  | x        | 21,20 m |                  |
| 4       | Andy Bloom        | Stati Uniti | 20,87 m  | x        | 20,11 m  | x        | 19,92 m  | 20,16 m  | 20,87 m |                  |
| 5       | Jurij Bilonoh     | Ucraina     | 20,57 m  | 20,84 m  | x        | 20,43 m  | 20,22 m  | x        | 20,84 m |                  |
| 6       | Manuel Martínez   | Spagna      | 19,89 m  | 19,45 m  | x        | 19,50 m  | 20,55 m  | 19,70 m  | 20,55 m | Record nazionale |
| 7       | Janus Robberts    | Sudafrica   | 18,81 m  | 19,72 m  | x        | 18,87 m  | 19,06 m  | 20,32 m  | 20,32 m |                  |
| 8       | Oliver-Sven Buder | Germania    | 19,89 m  | 20,18 m  | x        | 19,64 m  | x        | x        | 20,18 m |                  |
| 9       | Andrėj Michnevič  | Bielorussia | 19,48 m  | x        | x        |          |          |          | 19,48 m |                  |
| 10      | Miroslav Menc     | Rep. Ceca   | 19,02 m  | 19,16 m  | 19,39 m  |          |          |          | 19,39 m |                  |
| 11      | Milan Haborák     | Slovacchia  | x        | x        | 19,06 m  |          |          |          | 19,06 m |                  |
| 12      | Timo Aaltonen     | Finlandia   | x        | 18,64 m  | x        |          |          |          | 18,64 m |                  |

Legenda:
- X = Lancio nullo;
- RO = Record olimpico;
- RN = Record nazionale;
- RP = Record personale.